# الدار (قرية المعين)

تعديل مصدري - تعديل

الدار محلة تابعة لقرية قرية المعين، التابعة لعزلة جبلة بمديرية جبلة إحدى مديريات محافظة إب في الجمهورية اليمنية، بلغ تعداد سكانها 78 حسب تعداد اليمن لعام 2004.